# Stadio Ahmadou Ahidjo
Lo stadio Ahmadou Ahidjo è un impianto sportivo di Yaoundé, in Camerun, della capienza di 42 500 spettatori.
Costruito nel 1972, è intitolato ad Ahmadou Ahidjo, primo ministro del Camerun nel 1960 e presidente del Camerun dal 1960 al 1982. Sorge nel quartiere di Mfandena, comune dell'arrondissement di Yaoundé V. Rinnovato nel 2016, è sede delle gare casalinghe del Canon Yaoundé, del Tonnerre Yaoundé e di alcune partite della nazionale camerunese. 
Ha ospitato la Coppa d'Africa 1972, i campionati africani di atletica leggera 1996, la Coppa d'Africa femminile 2016 e la Coppa d'Africa 2021.

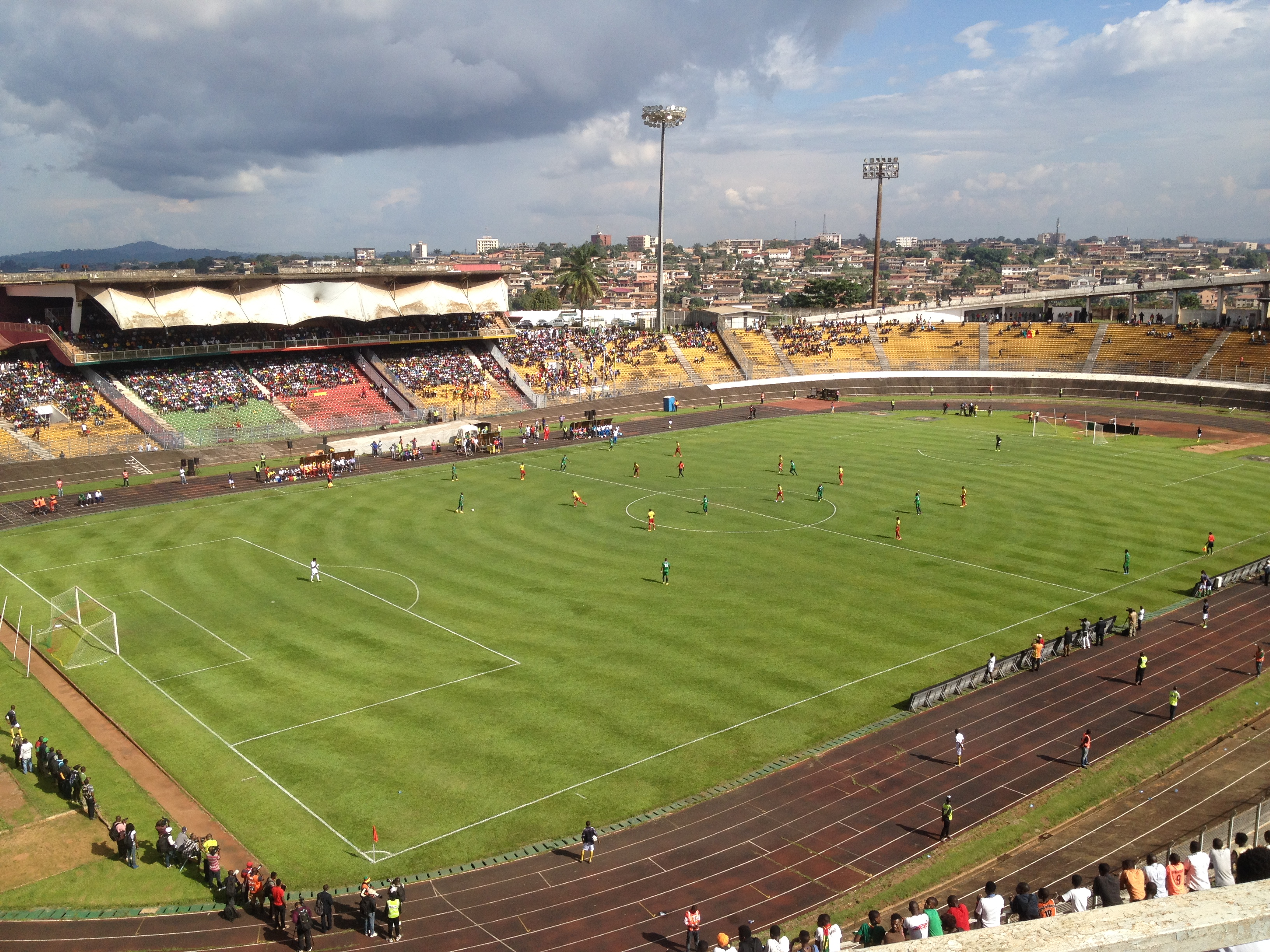
Lo stadio nel 2014, prima di una partita di qualificazione alla tra Camerun e.